# Mike Rietpietsch
Mike Rietpietsch  (* 26. März 1974 in Eberswalde) ist ein ehemaliger deutscher Fußballspieler.

## Jugend und Übergang in den Männerbereich
Rietpietsch begann 1981 als gebürtiger Eberswalder bei der BSG Stahl Finow mit dem Fußballspielen. 1987 wechselte er an die Sportschule nach Frankfurt/Oder und spielte für den FC Vorwärts Frankfurt/Oder im Nachwuchsbereich. Beim Vorwärts-Nachfolgeverein Frankfurter FC Viktoria 91 rückte Rietpietsch noch als Teenager in die 1. Mannschaft, die in der Amateur-Oberliga spielte, auf.

## Profikarriere
Weitere Erfahrungen im Männerbereich sammelte der junge Kicker in der Saison 1993/94 beim 1. FC Union Berlin. 1994 wechselte er zu Bayer 04 Leverkusen, wo er sich aber nicht durchsetzen konnte. Seine nächsten Stationen waren Fortuna Düsseldorf, der SC Freiburg, der VfL Bochum und Rot-Weiß Oberhausen. Ab der Saison 2005/2006 spielte er beim MSV Duisburg. Sein Vertrag lief dort bis 2007. In der Winterpause der Saison 2005/2006 ging er auf Leihbasis zu Holstein Kiel, zur nächsten Saison wechselte er zum Wuppertaler SV Borussia, wo er eine Führungsrolle hatte. Sein Vertrag dort endete nach der Saison 2008/2009, da er nicht verlängert wurde. Seit der Winterpause 2009/2010 spielt Mike Rietpietsch beim Bonner SC 01/04, in der Regionalliga West.
Zur Saison 2010/2011 übernahm Rietpietsch den Posten des Sportdirektors des insolventen Bonner SC, Anfang November 2010 verließ er den Verein jedoch bereits wieder. Im März 2011 schloss er sich dem Niederrheinligisten Ratingen 04/19 bis Saisonende an.